# 방신영
방신영(方信榮, 1890년 ∼ 1977년)은 이화여자대학교 교수를 지낸 대한민국의 교육자이자 요리연구가이다.

## 생애
본관은 온양. 1890년 서울에서 부사맹(副司猛)을 지낸 아버지 방한권(方漢權, 1850년생) 과 어머니 최씨 사이에서 둘째딸로 태어났다. 평소 내장원경을 지낸 혈족인 방한칠(方漢七)의 창덕궁 옆 사택(私宅)에는 궁중나인들이 자주드나 들었고, 젊은 나인들이 자주 음식을 직접 해 먹고가기도 해, 어린 시절 요리에 관심이 많아 이를 보고 궁중요리법을 일일이 메모하고 직접 만들어보는 것을 좋아하였다.
1910년 정신여학교를 졸업하고 광주 수피아여학교, 모교인 경성 정신여학교, 경성여자상업학교 등에서 22년간 교직생활을 하였다. 교직생활 도중 2년간 동경영양학교에 유학하기도 했다.
1913년 최초의 근대식 한국 요리책인 《조선요리제법》을 필두로 여러 요리에 관한 책을 저술하였다. 1922년에는 조선 기독교여성청년회 회장, 1934년에는 조선어학회의 표준어 사정위원회 위원으로도 활동하였다.
1929년 이화여자전문학교에 가사과가 창설됨에 따라 교수로 부임하여 1952년 정년퇴직 때까지 근무하였다. 이화여자대학교 가정과 교수로 재직시 여러 어려운 학생들에게 장학금을 주기도 했다. 정년 퇴직하고 큰언니의 아들인 이석만(李奭萬)의 가족과 함께 살면서 교회에 봉사하다 1977년 1월 5일 서울 서대문구 홍제동 자택에서 소천 하였으며, 이화여자대학교 장(葬)으로 장례를 치루었다. 장지는 경기도 양주 회천교회 묘역이다.

## 관련 기록
《이화칠십년사》에서는 방신영을 다음과 같이 소개하고 있다. “가사과 교수로서 한국요리의 권위자이었다. 우리나라 요리하는 법을 글로 적어놓으신 아마 최초의 분이 아닌가 한다.
당시 조교 유복덕씨의 조력으로 만들어진 《조선요리제법》은 장안의 지가를 올려주었으며, 잘 들리지 않을 정도의 나직나직한 음성 모양으로 성격도 고우셔서 천하의 법 없이도 살 분 같았다.”

## 저서
- 《조선요리제법》
- 《음식관리법》
- 《다른나라 음식만드는 법》
- 《중등요리실습·고등요리실습》
- 《우리나라 음식 만드는 법》